# Dandakharka (Makwanpur)
Dandakharka – gaun wikas samiti w środkowej części Nepalu w strefie Narajani w dystrykcie Makwanpur. Według nepalskiego spisu powszechnego z 2001 roku liczył on 654 gospodarstw domowych i 3770 mieszkańców (1814 kobiet i 1956 mężczyzn).